# 거창 사씨
거창 사씨(居昌史氏)는 경상남도 거창군을 본관으로 하는 한국의 성씨이다. 시조 사영(史榮)은 고려 예종 때 서북면병마사(西北面兵馬使)로서 여진(女眞)의 침입을 토벌하고 병부상서(兵部尙書)를 지낸 후 거창(居昌)에 뿌리를 내렸다고 한다.

## 기원
거창사씨(居昌史氏)는 고려시대부터 한반도에 거주하고 있던 토착성(土着姓)이다. 고려 말에 명나라로부터 귀화한 청주 사씨(靑州史氏)와는 동성이족(同姓異族)이라 할 수 있다.

## 역사
사영(史榮)은 고려 예종 때 서북면병마사(西北面兵馬使)로서 여진(女眞)의 침입을 토벌하고 병부상서(兵部尙書)를 지낸 후 거창(居昌)에 뿌리를 내렸다고 전해진다.

## 인물
- 사정유(史正儒) : 고려 명종 때 명종 때 좌복야(左僕射) 참지정사(參知政事)
- 사홍기(史洪紀) : 고려 고종 때 참지정사(參知政事)
- 사광필(史光弼) : 고려 고종 때 병부상서(兵部尙書)
- 사정기(史挺紀) : 고려 고종 때 안무사(安無使)

## 인구
- 1985년 251가구, 1,117명
- 2000년 120가구, 370명

## 같이 보기
- 사 (성씨)
- 청주 사씨